# Pandemia de COVID-19 en Botsuana
La pandemia de COVID-19 llegó a Botsuana al confirmarse los primeros casos el 30 de marzo. Ello convirtió al país en uno de los últimos del mundo en reportar casos positivos.

## Cronología
Antes de la confirmación del primer caso, las autoridades habían establecido una serie de medidas preventivas a fin de contener la propagación de la enfermedad, entre ellas, la prohibición de ingreso al país de personas procedentes de Austria, Bélgica, China, Dinamarca, Francia, Alemania, India, Irán, Italia, Japón, Corea, Países Bajos, Noruega, España, Suecia, Suiza, Estados Unidos y Reino Unido. Se dispuso además el cierre de los pasos fronterizos y se estableció que los ciudadanos que regresaran al país debían cumplir con una cuarentena de 14 días.
El 30 de marzo se confirmaron los tres primeros casos. Se trataba de tres personas que habían viajado a Reino Unido y Tailandia. El 31 de marzo el presidente Mokgweetsi Masisi declaró estado de emergencia durante tres semanas y un confinamiento de 28 días a partir del 2 de abril.
Las medidas restrictivas comenzaron a flexiblizarse a partir de mayo, pero las autoridades restablecieron el confinamiento luego de un nuevo incremento de los casos registrado en la ciudad capital Gaborone.